# Bulbophyllum evasum
Bulbophyllum evasum é uma espécie de orquídea (família Orchidaceae) pertencente ao gênero Bulbophyllum. Foi descrita por T.E.Hunt e Rupp em 1950.